# Boris Grigorjewitsch Jussupow

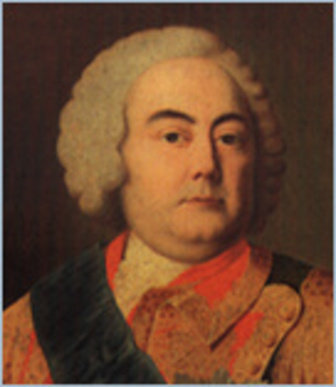
Boris Grigorjewitsch Jussupow

Fürst Boris Grigorjewitsch Jussupow (russisch Борис Григорьевич Юсупов) (* 18. Juli 1695; † 9. März 1759 in Sankt Petersburg) war ein russischer Politiker, Geheimrat und Generalgouverneur von Moskau und Sankt Petersburg. 

## Leben
Boris Grigorjewitsch Jussupow stammte aus dem russischen Hochadelsgeschlecht Jussupow, einer ursprünglich tatarischen Fürstenfamilie aus dem Nordkaukasus. Seine Eltern waren der russische Minister und Vertraute des Zaren Peter I. Fürst Grigori Dmitrijewitsch Jussupow und Fürstin Anna Nikititschna Lwowa, Tochter des Bojaren Nikita Iwanowitsch Akinfow. Die russische Zarin Anna ernannte Boris Grigorjewitsch Jussupow zum Generalgouverneur von Moskau und Sankt Petersburg. Des Weiteren bekleidete er die Ämter des Senators und Wirklichen Geheimrates. Von 1744 bis mindestens 1755 diente Boris Grigorjewitsch Jussupow als Generaldirektor der russischen Kanal-Kanzlei und war somit Amtsnachfolger des Generalfeldmarschalls Graf Burkhard Christoph von Münnich. Boris Grigorjewitsch Jussupow starb am 9. März 1759 in Moskau und fand seine letzte Ruhestätte auf dem Lazarus-Friedhof in Sankt Petersburg. 

## Familie
Boris Grigorjewitsch Jussupow war mit Fürstin Irina Michailowna Sinowjewa verheiratet. Seine Kinder waren u. a.:
- Jewdokija Borissowna Jussupowa (1743–1780)
- Alexandra Borissowna Jussupowa (1744–1791)
- Jelisaweta Borissowna Jussupowa (1745–1770)
- Anna Borissowna Jussupowa (1749–1772)
- Nikolai Borissowitsch Jussupow (1750–1831)

## Auszeichnungen
- Orden des Heiligen Andreas des Erstberufenen